# Aftokinitodromos 8
Der Aftokinitodromos 8 / Αυτοκινητόδρομος 8 (griechisch für ‚Autobahn 8‘) in Griechenland verbindet Athen mit der Hafenstadt Patras im Nordwesten des Peloponnes. 2008 wurde die Autobahn als PPP-Projekt an das Konsortium Olympia Odos übergeben, dieses verpflichtete sich, die Straße zu einer vollständigen Autobahn auszubauen.
Die Länge der Autobahnverbindung beträgt 215 km (Patras–Athen). Teilstrecken der Autobahn 8 bilden Bestandteile der Europastraßen 94, 65 und 55.
Die A 8 passiert und tangiert die Städte und Ballungszentren Athen, Megara, Korinth und Patras.

## Verlauf

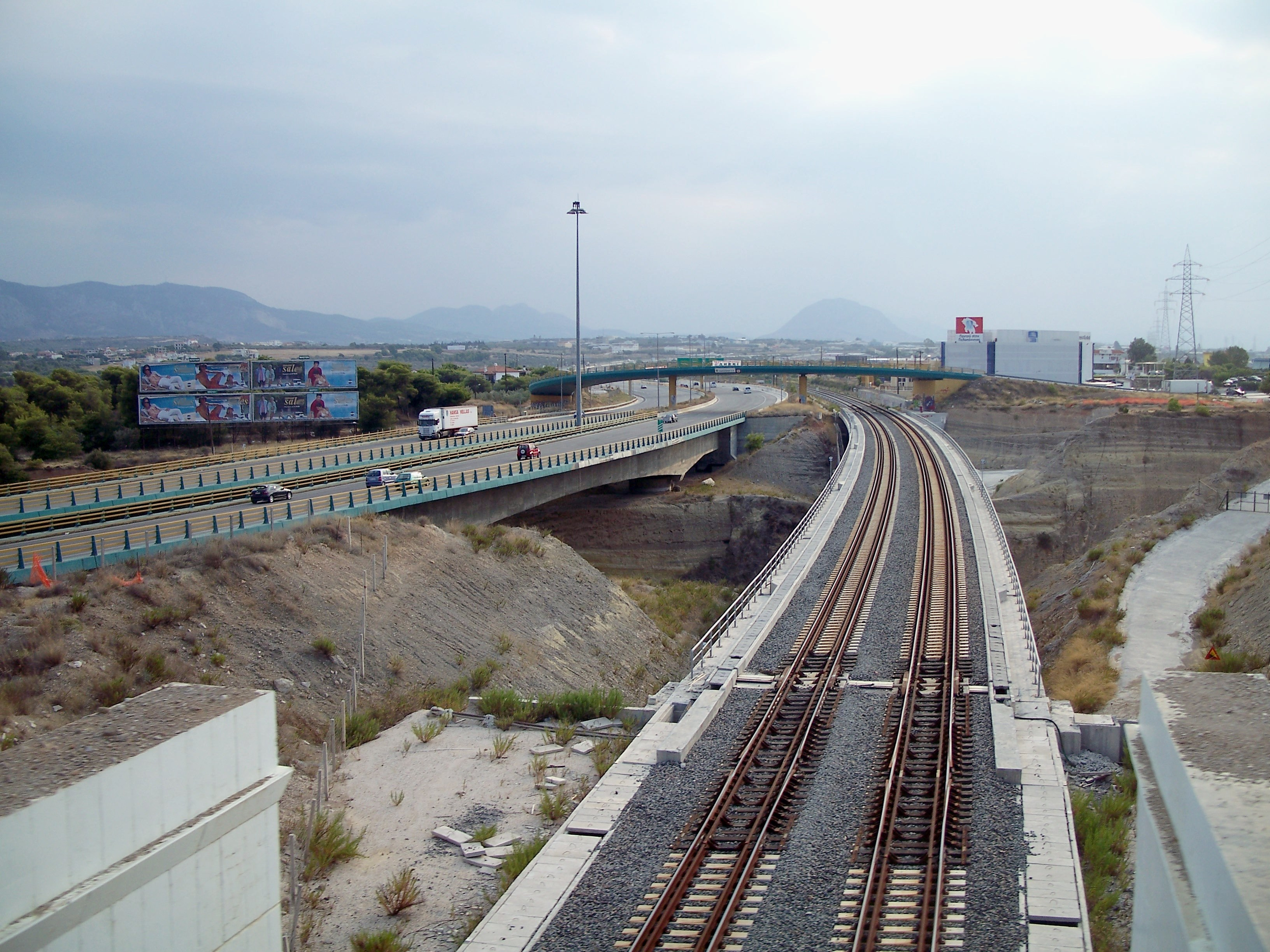
Die Brücke der Autobahn 8 über den Kanal von Korinth, links neben der Eisenbahnbrücke.

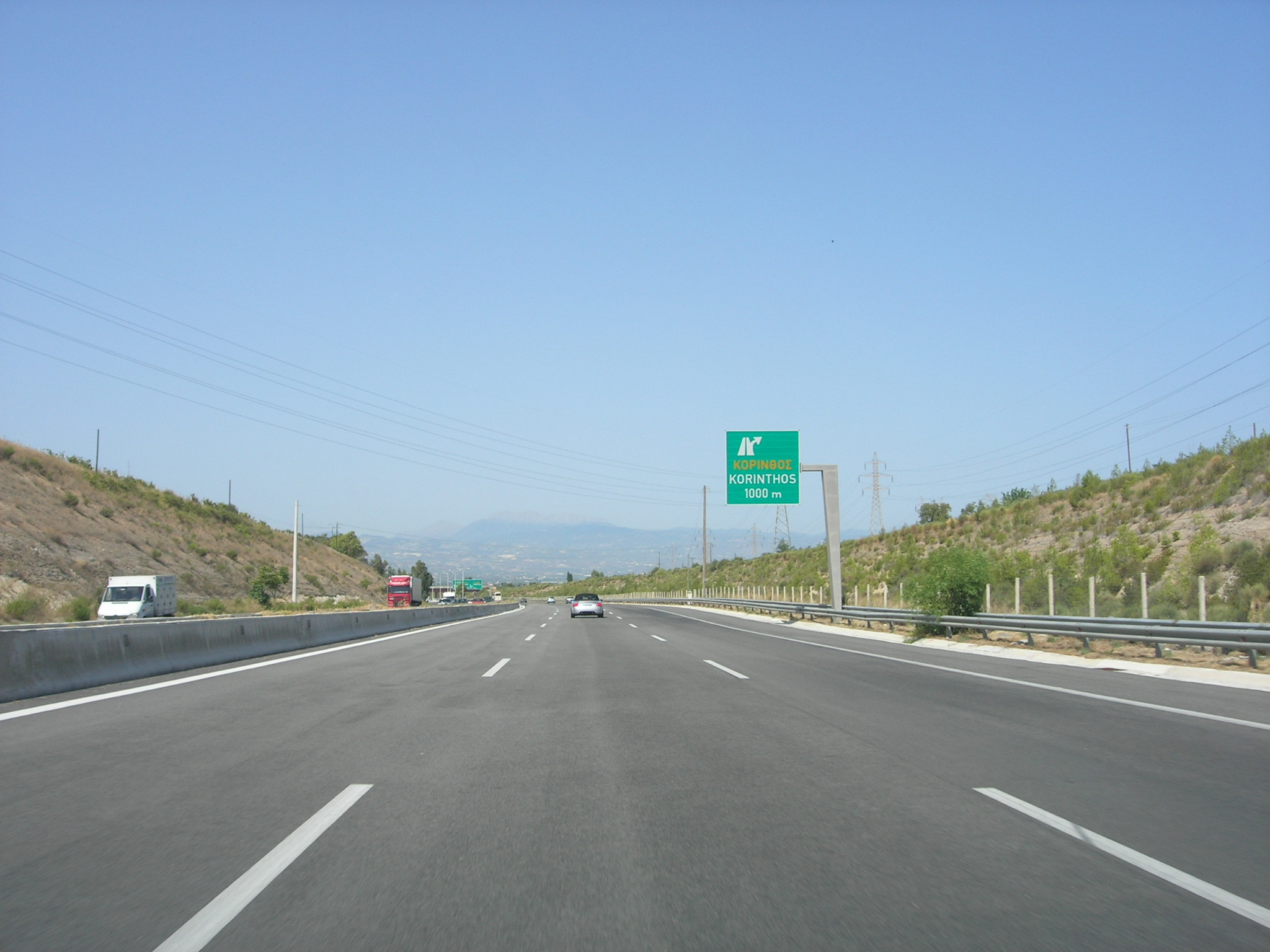
Ausfahrt Korinth der Autobahn 8

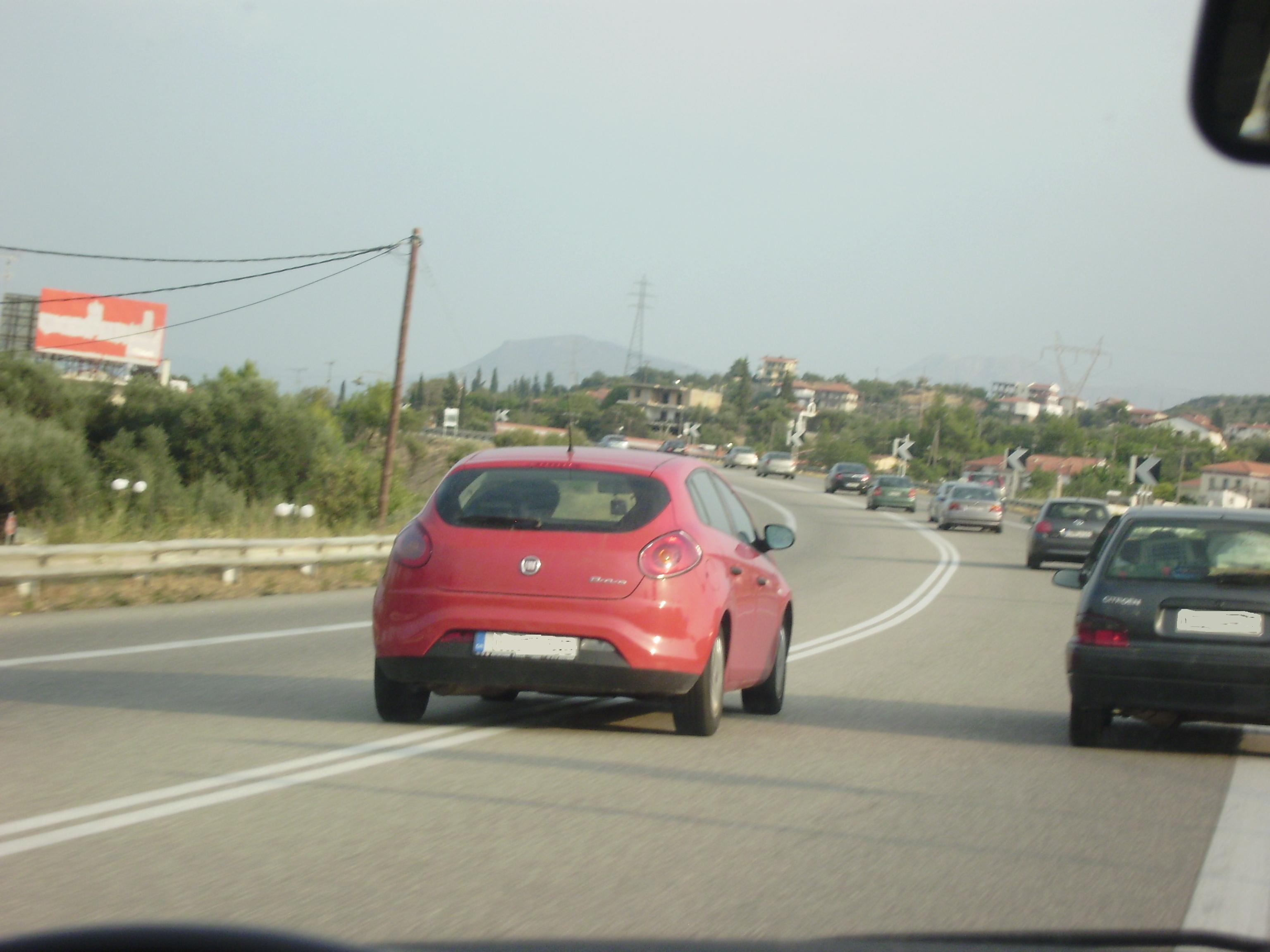
Autobahn 8 bei Aigio

Die Autobahn 8 ersetzt in weiten Teilen die Nationalstraße 8 bzw. die Nationalstraße 8a. Sie verläuft von Athen aus entlang des Saronischen Golfs über die Landenge von Korinth auf den Peloponnes in dessen Nordteil nach Korinth. Von Korinth aus führt sie entlang des Meeres (Golf von Korinth), an der Meerenge von Rio-Andirrio mit der Rio-Andirrio-Brücke vorbei nach Patras. Abweichend von den alten Nationalstraßen 8 und 8a führt vom Osten Patras aus eine Autobahnumgehung um Patras herum und mündet in die Nationalstraße 9, die weiter als Landstraße nach Pyrgos im Westen des Peloponnes führt.

## Deckung mit Europastraßen
Der Abschnitt Athen–Korinth ist Teil der Europastraße 94, der Abschnitt Korinth–Rio Teil der Europastraße 65 und der Abschnitt Rio–Patras Teil der Europastraße 55.

## Besonderheiten
Die Autobahn 8 folgt ab Athen dem Verlauf der Nationalstraße 8 bzw. 8a bis nach Patras ins Stadtzentrum. Vor dem Ausbau zur Autobahn wurde eine Schnellstraße (zwei Spuren mit einer Standspur, Gegenverkehr ohne Mittelstreifen) von Athen über Korinth nach Patras geführt (Nationalstraße 8a). Ab Korinth bis zum Dreieck Rio benutzt die Autobahn 8 diese Fahrbahn und ist somit streng genommen keine Autobahn mehr. Lediglich im Bereich der Anschlussstellen und Ausfahrten ist die Strecke mit zwei Richtungsfahrbahnen (zwei Spuren und ein Standstreifen) ausgebaut.

## Vernetzung Straße
Folgende Straßenverbindungen werden von der Autobahn 8 gekreuzt:
- A1 – Athen–Larisa–Thessaloniki–Evzoni (mazedonische Grenze)
- A7 – Korinth–Tripoli–Nafplio
- A5 – Rio-Andirrio-Brücke–Naupaktos–Amfissa–Lamia
- A5 – Rio-Andirrio-Brücke–Arta–Preveza–Ioannina–Igoumenitsa

## Vernetzung Luftverkehr
Der Flughafen Athen ist über die Autobahn 6 erreichbar.